# Saint-Sulpice (Neuchâtel)
Pour les articles homonymes, voir Saint-Sulpice.

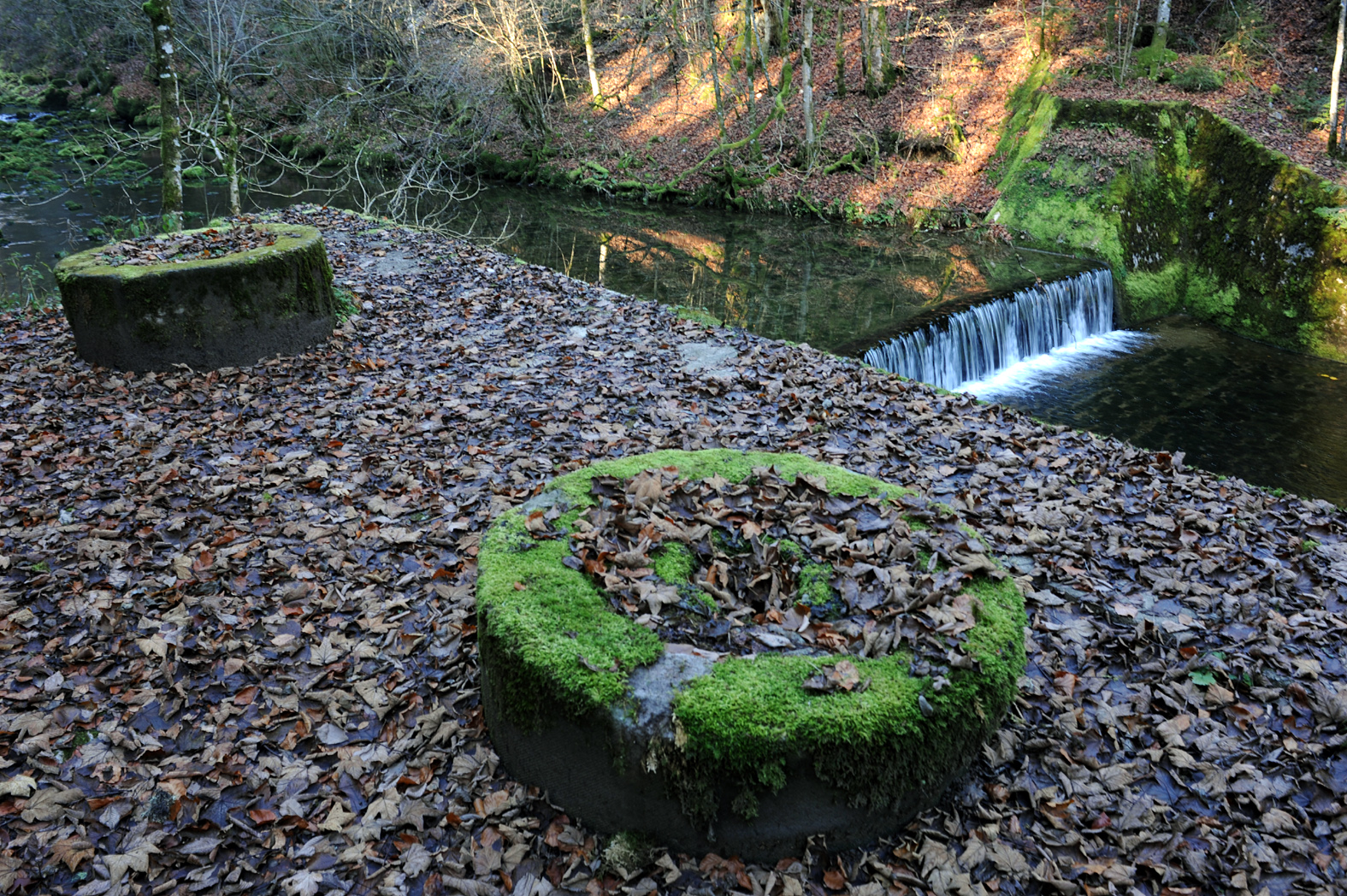
Saint-Sulpice, old mill stones at the Areuse; Val-de-Travers, Neuchâtel.

Saint-Sulpice est une localité de la commune de Val-de-Travers et une ancienne commune suisse du canton de Neuchâtel, située dans la région Val-de-Travers.

## Géographie
La commune de Saint-Sulpice était limitrophe des communes des Bayards, de Buttes, de Fleurier, de Boveresse, toutes situées dans l'ancien district du Val-de-Travers, et de La Brévine, dans l'ancien district du Locle.

## Démographie
La population de la commune de Saint-Sulpice a progressé pendant le dix-neuvième siècle, avant de chuter au siècle suivant.
| Année | Habitants |
| ----- | --------- |
| 1750  | 318       |
| 1850  | 561       |
| 1900  | 1234      |
| 1950  | 780       |
| 2000  | 590       |

## Histoire

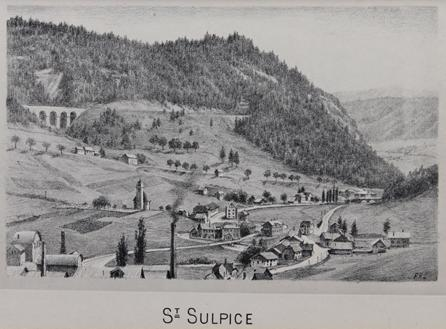
Saint-sulpice vers 1890.

La plus ancienne source connue mentionnant l'existence de Saint-Sulpice date de 1228. Sous l'Ancien Régime, Saint-Sulpice dépend de la châtellenie du Val-de-Travers. Elle appartient par ailleurs, avec Boveresse, Buttes, Couvet, Fleurier et Môtiers à la corporation des Six Communes qui gèrent ensemble un marché et des forêts.
Saint-Sulpice connaît une forte activité industrielle dès le Moyen Âge, essentiellement des activités nécessitant la force hydraulique. Elle abrite ensuite une papeterie, de 1677 à 1860, une scierie de 1772 à 1919, une cimenterie de 1879 à 1945 et une usine de pâte de bois de 1884 à 1968. En 2005, pas moins de 48 % des actifs travaillaient encore dans le secteur secondaire.
La commune de Saint-Sulpice a fusionné le 1er janvier 2009 avec Boveresse, Buttes, Couvet, Fleurier, Les Bayards, Môtiers, Noiraigue et Travers pour former la commune de Val-de-Travers. La fusion a été acceptée par les habitants de la commune le 24.02.2008 par référendum, 76,6 % des votants s'étant prononcé en faveur.

## Politique
Avant sa fusion, la commune de Saint-Sulpice était dotée d'un conseil communal, représentant le pouvoir exécutif, et d'un conseil général, représentant le pouvoir législatif. Les membres du conseil général étaient élus au suffrage universel, tandis que les membres du conseil communal étaient élus par le conseil général. Contrairement à de nombreuses petites communes neuchâteloises où les partis radical et libéral sont généralement dominants, la gauche, et notamment le Parti socialiste, a été majoritaire pendant de longues périodes à Saint-Sulpice (1948-1968 ; 1972-1980 ; 1988-1992 ; 2004-2008).

## Religion
Après la Réforme et jusqu'en 1835, Saint-Sulpice a formé une paroisse commune avec le village voisin de Buttes. À partir de 1835, elle a disposé d'une paroisse autonome.

## Tourisme
Saint-Sulpice est une localité suisse traversée par la Route de l'absinthe, itinéraire culturel et touristique reliant Pontarlier, dans le département français du Doubs, à Noiraigue dans le Val-de-Travers.

## Lieux et monuments
- Les roues de l'Areuse
- Source de l'Areuse
- Montagne du Chapeau de Napoléon et restaurant avec vue sur le Val-de-Travers
- Dépôt du Vapeur Val-de-Travers (trains historiques)
- Musée et bar Oldtimer Volkswagen